# Margine d'errore
Margine d'errore (Margin for Error) è un film del 1943 diretto da Otto Preminger.

## Trama
Su una nave, in tempo di guerra, un gruppo di soldati è di sentinella. Tra loro un marinaio racconta ai compagni un episodio della sua vita civile, di quando era poliziotto a New York. 
Ricordo: il poliziotto, Mo Finkelstein, ebreo, viene incaricato di proteggere Karl Baumer, console tedesco e nazista convinto. Finkelstein accetta a malincuore e subito si scontra con Baumer. Questi tiranneggia i dipendenti e la giovane e belle moglie, Sophie, che ricatta attraverso il padre, prigioniero dei nazisti in Cecoslovacchia. Sophie, innamorata del segretario del console, Max, supplica invano il marito di lasciarla andare. Finkelstein fa la corte a Frieda, la cameriera per avere da lei le informazioni. Baumer cerca di procurarsi i piani di difesa americani, ma fallisce e viene richiamato a Berlino. Preoccupato per la punizione che lo attende, non trova nessun aiuto. Ma a cena dove sono riuniti tutti, Sophie al colmo dell'esasperazione spara senza essere vista al marito, e viene tratta in salvo da Max. Finkelstein scopre che non è stato il colpo di pistola ad uccidere Baumer, bensì il veleno. I sospetti allora cadono sul segretario che riesce a fuggire, ma si accorgono che comunque chiunque aveva un ottimo motivo per volerlo morto. Il mattino dopo, si scoprirà che Baumer stesso si è avvelenato, ingerendo per sbaglio la dose di veleno destinata in realtà al dottore. Concludendo il suo racconto, il soldato Finkelstein dice ai marinai che anche Max ora è al fronte e che Sophie aspetta il suo ritorno.